# Satzmodell (Musik)
Eine Kombination gemeinsamer Merkmale von Klangverbindungen, die als Element der musikalischen Sprache eines Komponisten oder einer Epoche gelten kann, wird in der Musiktheorie als Satzmodell bezeichnet. Zu solchen mehrstimmigen Konstrukten zählen also u. a. alle Arten von Kadenzen, Sequenzen, Kanons und andere Satzstrukturen, die durch ein relativ einfaches Prinzip bestimmt sind, sowie weitere Wendungen, die häufiger zu bestimmten Zwecken wie z. B. einer Modulation, der Eröffnung eines Abschnitts oder der Ankündigung eines Abschlusses verwendet werden. Die verstärkte Beachtung von Satzmodellen im musiktheoretischen Diskurs hat zu einem veränderten Verständnis von kreativen Vorgängen wie Improvisation und Komposition und von ästhetischen Vorstellungen wie Tonalität und Originalität, sowie zur Entwicklung neuer Unterrichtsmethoden beigetragen.

## Begriffsverwendung, Definition
Gängig ist der Begriff in der deutschsprachigen Musiktheorie spätestens seit den 1980er Jahren. Als Synonyme wurden zuvor und werden seitdem auch Bezeichnungen wie ‚Satzmuster‘, ‚Formel‘, ‚Satztyp‘, ‚Typus‘ oder ‚Topos‘ verwendet. Erste Definitionsversuche gab es in jüngerer Zeit. Oliver Schwab-Felisch bezieht sich auf die Modelltheorie Herbert Stachowiaks und definiert Satzmodelle als musikalische Modelle, die
- durch den Aspekt Tonhöhe bestimmt und
- mehrstimmig sind,
- das Regelsystem des Kontrapunkts voraussetzen,
- auf Beziehungen zwischen verschiedenen Stücken beruhen („Intertextualität“; motivische Beziehungen innerhalb eines Stücks begründen keine Satzmodelle),
- auf einer ausreichend großen Anzahl solcher Stücke und nicht allzu individuellen Gemeinsamkeiten basieren (andernfalls läge ein Zitat oder eine Entlehnung vor),
- diminuiert (im Sinne von: umspielt) werden können,
- sich nur auf Ausschnitte einer Komposition, nicht auf eine Komposition insgesamt, beziehen lassen („lokale Ausdehnung“).[4]

In der angelsächsischen Musiktheorie ist insbesondere durch Robert Gjerdingen der Begriff Schema verbreitet. Dieser Begriff stammt aus der Psychologie und stellt wahrnehmungspsychologische und erkenntnistheoretische Aspekte musikalischer Modelle generell sowie die von Satzmodellen im Besonderen in den Vordergrund:

“Schema is thus a shorthand for a packet of knowledge, be it an abstracted prototype, a well-learned exemplar, a theory intuited about the nature of things and their meanings, or just the attunement of a cluster of cortical neurons to some regularity in the environment. Knowing relevant schemata allows one to make useful comparisons or, as the saying goes, to avoid ‚comparing apples with oranges‘.”

Um den Großteil der etwa 50 Schemata, die Robert Gjerdingen in seinem Buch Music in the Galant Style beschreibt, gegenüber diesem sehr allgemeinen Modellbegriff genauer einzugrenzen, hat David Temperley für sie die Bezeichnung „scale degree schemata“ eingeführt, da Gjerdingen die meisten von ihnen durch den Ort ihrer Gerüsttöne auf der jeweils zugrunde liegenden Dur- oder Moll-Skala definiert.

## Beispiele
- Cadenza doppia
- Fauxbourdon / Sextakkordkette
- Folia
- Fonte
- Horngang
- Karussell
- Lamentobass
- Monte
- Motivo di cadenza
- Oktavregel
- Omnibus
- Parallelismus
- Passamezzo antico
- Ponte
- Quintanstiegssequenz
- Rhythm Changes
- Romanesca
- Voglerscher Tonkreis / Teufelsmühle

## Unterscheidungen
In welchem Maße Satzmodelle voneinander abgegrenzt und auf welche Weise sie klassifiziert werden sollten, ist abhängig vom jeweiligen Zweck, der mit einer Differenzierung bzw. Klassifizierung verbunden sein soll. So wird es in manchen Situationen ausreichend sein, das folgende Beispiel aufgrund der Grundtonfolge c-f-h-e-... als Quintfallsequenz einzustufen. In anderen Situationen kann es hingegen sinnvoll erscheinen, dieses Sequenzmuster etwa als ‚2-6-Sequenz‘ von der ‚7-7-Sequenz‘ zu unterscheiden, wie dies z. B. Georg Friedrich Händel in seinen Generalbassübungen (implizit) tut: